# Медельин (Веракрус)
Медельи́н (исп. Medellín) — муниципалитет в Мексике, входит в штат Веракрус. Население 35 171 человек.